# بیانکا هنینگر
بیانکا هنینگر (انگلیسی: Bianca Henninger؛ زادهٔ ۲۲ اکتبر ۱۹۹۰) بازیکن فوتبال اهل ایالات متحده آمریکا است.
از باشگاه‌هایی که در آن بازی کرده‌است می‌توان به باشگاه فوتبال زنان بایرن مونیخ، باشگاه فوتبال بایرن مونیخ، باشگاه فوتبال فیلادلفیا ایندپندنس، هیوستون دش، و اف سی کانزاس سیتی اشاره کرد.
وی همچنین در تیم‌های ملی فوتبال United States women's national under-20 soccer team، زیر ۲۳ سال زنان ایالات متحده آمریکا، و زنان مکزیک بازی کرده‌است.